# Holländsk-reformerta kyrkan
Holländsk-reformerta kyrkan var en kyrka i Stockholm som tillhörde Holländsk-reformerta församlingen.

## Historik
Den 19 december 1741 köpte residenten Henrik Villem Rumpf huset van der Nootska palatset. Han byggde till huset på östra sidan och tillbyggande kom att användas som kyrksal till Holländsk-reformerta församlingen. Huset såldes 1757 av Louis de Marteville till församlingen för 12000 daler kopparmynt. Församlingen sålde van der Nootska palatset 24 juli 1770 till grosshandlaren Johan Christian Nentvig, med villkoret att han skulle underhålla kyrksalen mot en årshyra. Nentvig var medlem i Holländsk-reformerta församlingens kyrkoråd. Församlingen kom att använda kyrksalen ända fram till 1839 då den upphörde.

## Orgel
- Kyrkan fick sitt första positiv av Envoi. Rumph. Positivet såldes 1751 till Änkehuset.[2]

Disposition
| Manual        |
| Gedackt 8'    |
| Regal 8'      |
| Rörflöjt 4'   |
| Principal 2'  |
| Kvinta 1 1⁄2' |

- 1745 byggde Olof Hedlund, Stockholm en orgel med 8 stämmor.[2]

Disposition
| Manual                           |
| Kvintadena 8'                    |
| Koppelflöjt 8' (halverad stämma) |
| Rörflöjt 8'                      |
| Principal 4'                     |
| Spetsflöjt 4'                    |
| Kvinta 3'                        |
| Oktava 2'                        |
| Mixtur IV                        |
| Trumpet 8' (halverad stämma)     |
| Tremulant                        |